# صفورا در استراحتگاه

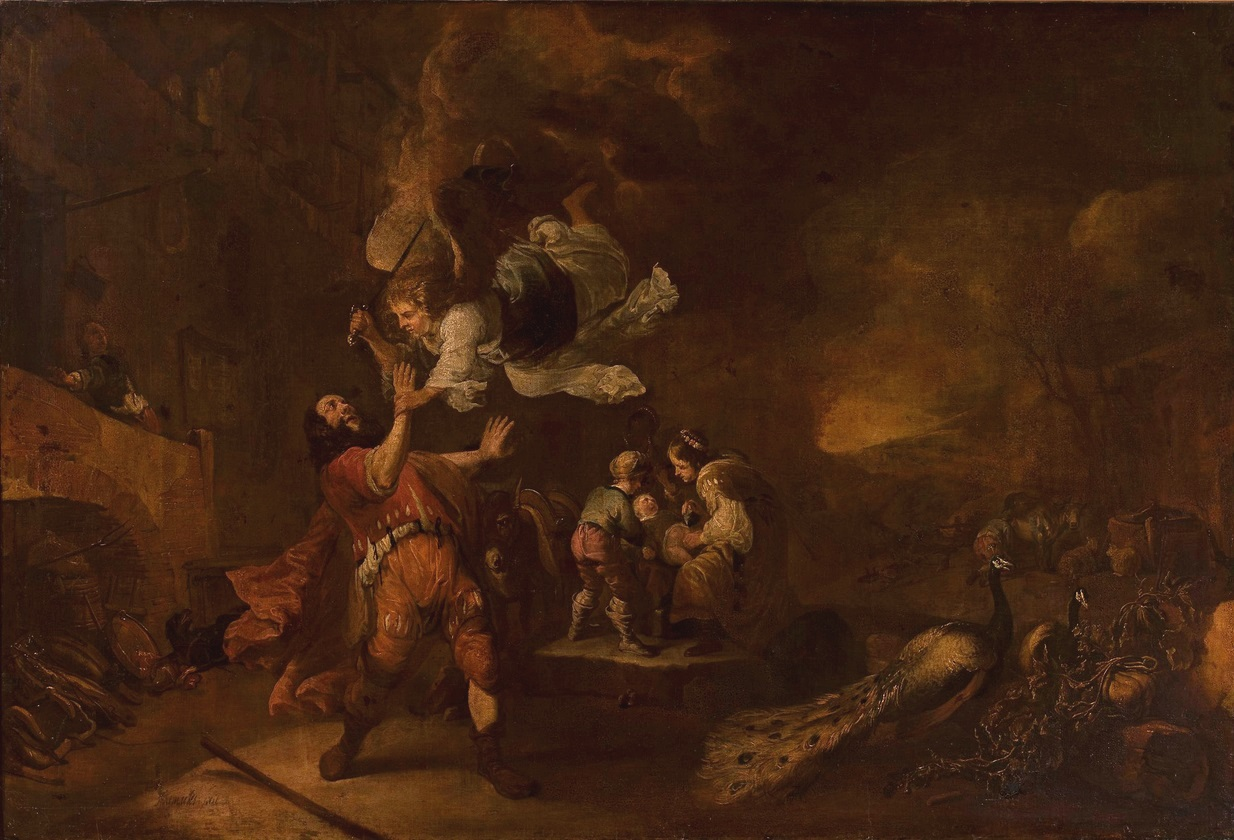
ختنه پسر موسی ، یان باپتیست وینیکس در حدود ۱۶۴۰

صفورا در استراحتگاه نامی است که به داستانی داده شده است که در سه آیه در فصل چهارم سفر خروج به آن اشاره شده است. این متن که بسیار مورد بحث قرار گرفته به دلیل ارجاعات مبهم از طریق ضمایر و عبارات با نام های نامشخص یکی از  گیج کننده ترین معماهای تورات  است. ترجمه‌های مختلف کتاب مقدس به دنبال شفاف‌تر کردن بخش از طریق تجدید ساختار جملات با تفسیر غیرمستقیم‌تر و در عین حال ساده‌تر بوده‌اند.

## متن

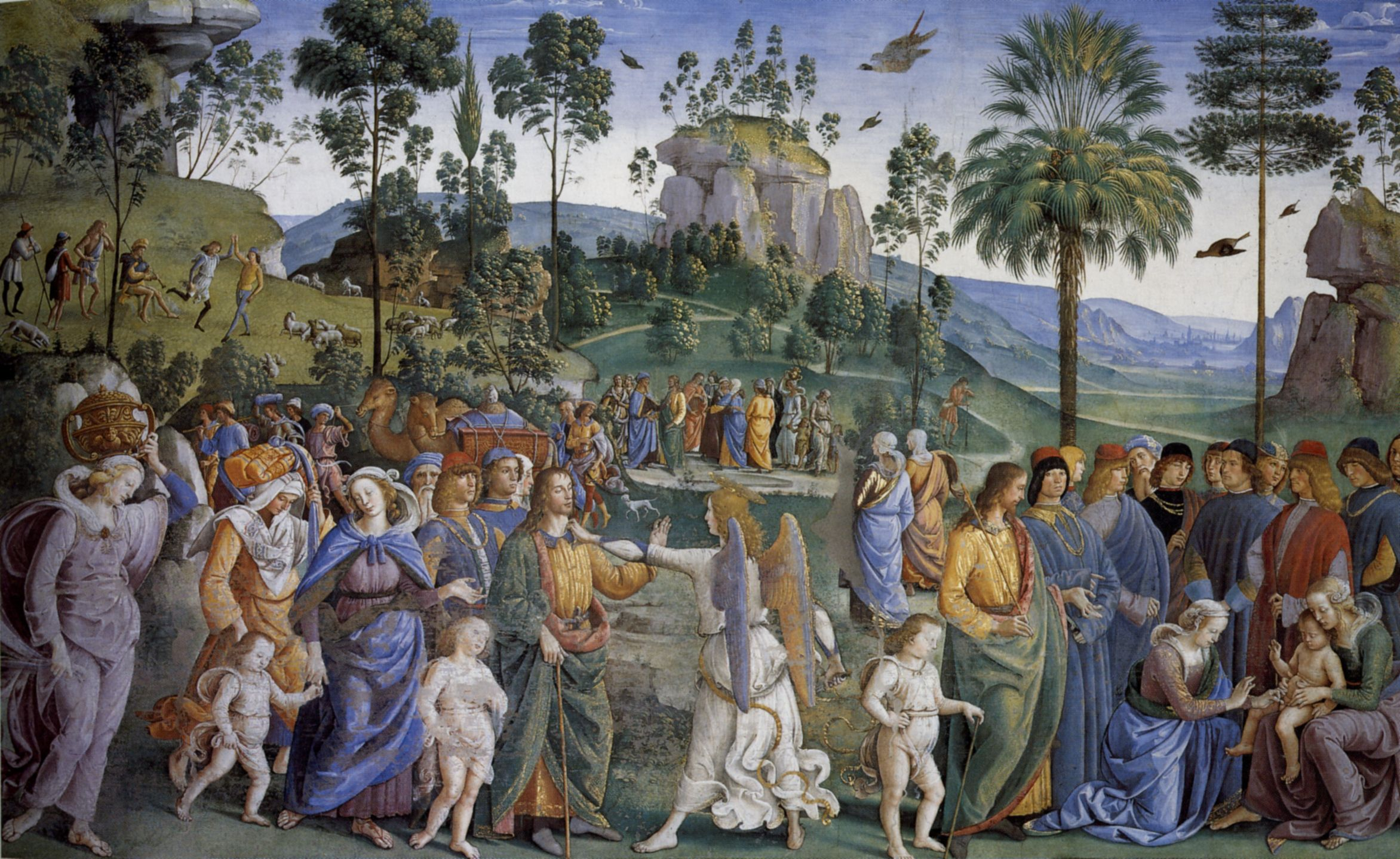
موسی در حال عزیمت به مصر نوشته پیترو پروجینو، c. 1482. زیپورا با پسرانش در سمت چپ تصویر آبی رنگ است.

داستان صفورا در استراحتگاه در خروج ۴:۲۴–۲۶ رخ می‌دهد، زمانی که موسی، زنش صفورا و پسرشان گرشوم در راه خود به مصر به مسافرخانه ای می‌رسند. موسی و خانواده اش مأمور شدند از مدین سفر کنند تا بلاها را به فرعون اعلام کنند، اما خداوند در مسیر آنها وقفه انداخت:
متن کدکس لنینگراد:
۲۴ ויהי בדרך במלון ויפגשהו יהוה ויבקש המיתו:
۲۵ ותקח צפרה צר ותכרת את־ערלת בנה ותגע לרגליו ותאמר כי חתן־דמים אתה לי:
26. וירף ממנו אז אמרה חתן דמים למולת: פ
ترجمه فارسی هزاره نو:
۲۴. و در راه، در استراحتگاهی، خداوند موسی را ملاقات کرد و خواست او را بکشد.
۲۵. ولی صِفّورَه سنگی تیز برگرفت و پوست ختنه‌گاه پسرش را بریده، پای موسی را با آن لمس کرد و گفت: «تو مرا داماد خون هستی.»
۲۶. پس خدا او را رها کرد. آنگاه بود که صِفورا گفت: «دامادِ خون.» (که به ختنه اشاره داشت).
تعبیر متعارف متن این است که خداوند می‌خواست موسی را به دلیل غفلت از مراسم ختنه پسرش بکشد. صفورا با واکنش سریع و انجام عجولانه این مراسم از فاجعه جلوگیری می‌کند و به این ترتیب شوهرش را از خشم خدا نجات می‌دهد. (شموت رابه ۵:۸)

## تفاسیر مختلف
جزئیات این قطعه نامشخص و محل بحث است. یکی از مشکلات، استفاده متن از ضمایر است، بدون اینکه مشخص شود به کدام یک از این سه فرد (خدا، موسی یا پسر صفورا) اشاره شده است. به ویژه، مشخص نیست که خدا به دنبال کشتن چه کسی بود (موسی یا پسر صفورا)، صفغورا پاهای چه کسی (خدا، موسی یا پسرش) را با پوست ختنه گاه لمس می کند، صفورا (خدا، موسی یا پسرش) چه کسی را به عنوان او«داماد خونین»  خطاب می کند   و معنای خود عبارت «داماد خونین» چیست.  

## هویت مهاجم
متن ماسوره ای خروج نشان می دهد که خود یهوه حمله به موسی (یا پسرش) را انجام داد. با این حال، هفتادگانی مهاجم را یک " فرشته خداوند " ("angelos kyriou") می کند، اگرچه این تغییر ممکن است برای "کاهش سختی حساب" انجام شده باشد.